# حصار كلوديوبوليس
كان حصار كلوديوبوليس بمثابة انتصار بيزنطي على الجيش التركي السلجوقي في فبراير ومارس 1179.

## خلفية
بعد الإبادة البيزنطية للجيش التركي السلجوقي في معركة هيليون وليموشير عام 1177، دمر البيزنطيون الأراضي التركية على طول نهر ميندر. طرد الإمبراطور مانويل كومنينوس القوات التركية من المعسكرات بالقرب من لاكيريون وباناسيون. فشلت محاولة بيزنطية للاستيلاء على بلدة شاركس عندما أُصيب القائد البيزنطي، أندرونيكوس دوكاس أنجيلوس، بالذعر بعد مواجهة بعض الأتراك في الليل وقاد كامل قوته في هزيمة.

## الحصار
في فبراير 1179، حاصر الأتراك بلدة كلوديوبوليس في شمال بيثينيا. تم منع الحامية البيزنطية من التمرد. هددت القوات المدافعة الإمبراطور بالاستسلام ما لم تصل المساعدة الفورية، بدعوى عدم امتلاكها القوة لمقاومة هجوم حصار أو حصار تجويع. انطلق مانويل إلى كلوديوبوليس مع جيش بعد يوم من تلقي الرسالة. واصل طريق نيقوميديا، بحصانه ودرعه فقط، خاليًا من أعباء الكماليات الإمبراطورية. كان الإمبراطور ينام قليلاً ويستريح على الأرض، مما أكسبه إعجاب رجاله. عند رؤية الرايات البيزنطية تقترب والأسلحة المتلألئة، استدار الأتراك المفاجئون وهربوا. لم يستسلم مانويل، وطاردهم إلى أراضيهم.

## ما بعد الحصار
أظهر النجاح البيزنطي أن حدود الأناضول بقيت على حالها. عقد مانويل سلامًا مفيدًا مع السلاجقة بنهاية عام 1179.